# لافينتي
لافينتي (بالفرنسية: Laventie)‏ هي بلدية تقع في إقليم باد كاليه من منطقة نور با دو كاليه في شمال فرنسا. تبلغ مساحة هذه المدينة 18.13 (كم²)، وترتفع عن سطح البحر 18 م، يبلغ عدد سكانها 4794 نسمة حسب إحصاء المعهد الوطني للإحصاء والدراسات الاقتصادية سنة 2009 م. وترأس Roger Douez البلدية خلال فترة (2008-2014).

## توأمة
للافينتي اتفاقيات توأمة مع:
- إزرلون